# Atoniomyia duncani
Atoniomyia duncani là một loài ruồi trong họ Asilidae. Atoniomyia duncani được Wilcox miêu tả năm 1937. Loài này phân bố ở vùng Tân Bắc giới.